# イエアメガエル
イエアメガエル（家雨蛙、Litoria caerulea）は、アマガエル科に分類されるカエル。別名ホワイトアマガエル。

## 分布
インドネシア（ニューギニア島南部）、オーストラリア（クイーンズランド州、西オーストラリア州北東部、ニューサウスウェールズ州、ノーザンテリトリー、南オーストラリア州北東部）、パプアニューギニア（ニューギニア島南部）に自然分布。ニュージーランドに移入。

## 形態
体長は7-12cm。体形は太く、老齢個体は眼上部から体側面の皮膚が垂れ下がり、鼓膜を覆うこともある。体色は黄緑色だが、薄緑色から褐色まで変色させることができる。背面には白い斑点が入ることもある。種小名caeruleaは「青色の」の意。
指趾の先には吸盤が発達する。
幼生は全長1〜4.5cm。

## 生態
草原や森林などに生息する。半樹上棲で、樹上にも地表にも生息する。
食性は動物食で、昆虫類や節足動物、ミミズ、両生類、小型爬虫類、小型の鳥類、小型哺乳類など、目の前で動くものには何でも飛びついて捕食する。
繁殖形態は卵生。オスのメイティングコールは、時に数百m以上離れていても聞こえることがある。3-7月に池沼や水溜まりなどの浅い水場に200-2000個の卵を産む。幼生は水温30℃において約38日で変態し、幼体になる。

## 人間との関係
英名及び別名は命名者のジョン・ホワイト（John White、1756年頃 - 1832年）にちなむ。
生息数は多く、人家近くにも生息することが和名の由来となっており、水洗トイレのタンク内に水を求めて潜り込むこともある。
ペットとして飼育されることもあり、日本にも輸入されている。ニューギニアからの野生個体と飼育下繁殖個体が共に流通する。飼育下繁殖個体は青味の強い個体が多く、あまり大型化しないとされる。
ペットとしての歴史は古く、1890年代にはすでにイギリスで飼育されていたとされる。テラリウムで飼育される。23年の飼育記録がある。
樹上棲であるため、高さのあるケージで飼育するのが望ましい。蓋やケージの側面を金網などにして通気性を確保し、やや乾燥した環境としたうえで枝や流木、観葉植物などを組み、活動場所や隠れ家にする。極度の低温には弱いため、冬季には暖房器具を使用したり、ケージを温室に収納する。日光浴を行うため、小型の保温用の電球などをケージ内へ照射する。全身が漬かる程度の小さな水容器を用意し、夜間や照明を消した際に霧吹きで湿度を上げる。
餌は、事前に野菜などの餌を与えたりサプリメントを振りかけて栄養価を上げたりしたコオロギなどを与えるが、反撃されるうえに自身の動きが緩怠であることから逃げられることを防ぐため、生きた餌の場合は顎や触角、後肢を潰したり折ってから与える。貪欲ゆえに多くの個体ではピンセットで餌を口先に近づけると食べるが、餌を多く与えすぎると内臓疾患や脱腸を引き起こす恐れがあるため、餌の量はある程度制限する。